# 短吻腔吻鳕
短吻腔吻鳕（学名：Coelorhynchus brevirostris）为輻鰭魚綱鱈形目鼠尾鳕科腔吻鳕属的鱼类，為深海底棲性魚類，在中国，分布于东中国海南部琉球海沟西侧等，深度400-600公尺，體長可達21.6公分，棲息在沙泥底質底中層水域，生活習性不明。该物种的模式产地在琉球海沟西侧赤尾屿以西。